# Oberpostdirektion Köln
Die Oberpostdirektion Köln wurde am 1. Januar 1850 eingerichtet. Sie war Mittelbehörde der Postverwaltung und zuständig für die Regierungsbezirke Köln (1850–1993) und Aachen (1871–1876 und 1943–1972).
Im Bereich der Oberpostdirektion Köln bestanden die Fernmeldeämter Köln 1, Köln 2, Köln 3 (mit den Fernmeldebezirken Gummersbach und Waldbroel), Aachen (mit den Fernmeldebezirken Erkelenz und Geilenkirchen), Bonn (mit den Fernmeldebezirken Bad Godesberg und Siegburg) und Düren (mit den Fernmeldebezirken Euskirchen, Jülich und Kall/Eifel) sowie das Fernmeldezeugamt Köln.
Im Zuge der Privatisierung der Bundespost existierte von 1993 bis 1995 die Direktion Köln der Deutschen Bundespost Postdienst und von 1995 bis 1997 noch die Direktion Köln der Deutschen Post AG.

## Gebäude
Die Oberpostdirektion war ab 1893 gemeinsam mit dem Hauptpostamt und dem Haupttelegraphenamt in einem repräsentativen Gebäude in der Kölner Innenstadt untergebracht. Später überließ sie diese Räume den beiden Ämtern und bezog das Gebäude Clever Straße 32 / Wörthstraße.
Das wohl bedeutendste Bauwerk im Bezirk der ehemaligen Oberpostdirektion Köln ist der 1981 fertiggestellte Kölner Fernmeldeturm, der auch Colonius genannt wird.

## Leiter
- 1850–1863: Karl Waldeyer
- 1863–1883: Ignatz Josef Eickholt
- 1883–1889: Hermann Heinss
- 1889–1891: August Fabricius
- 1891–1898: Karl Wegener
- 1898–1902: Karl Landbeck
- 1903–1912: Rudolf Konrad Kriesche
- 1912–1920: Heinrich Gunsenheimer
- 1921–1933: Heinrich Kraiger
- 1933–1937: Karl Ziegler
- 1938–1943: Alfred Grüneklee
- 1943–1945: Otto Bohrmann
- 1945–1953: Josef Baumhoff
- 1953–1967: Josef Tritz
- 1967–1975: Dr. Josef Anton
- 1975–1991: Dr. Franz-Josef Neuhoff
- seit 1991: Paul Oertel